# ハロンズ釧路
ハロンズ釧路（ハロンズくしろ）は、北海道釧路市にあるばんえい競馬の場外勝馬投票券発売所である。

## 施設概要
旧「釧路日劇」（1955年12月31日開業、1991年改築、1994年閉館・撤退）の建物を改装して入居。釧路駅の北側に立地しており、徒歩でのアクセスも良好。
従来よりばんえい競馬の場外発売のみを行っていたが、2009年度のみホッカイドウ競馬の場外発売も行った。また2013年6月8日より日本中央競馬会からの委託によりJRAの場外発売も開始し「J-PLACE釧路（ジェイプレイスくしろ）」の名称も併用する。

## アクセス
- JR釧路駅から徒歩約5分

## 発売する馬券の種類
全レース100円単位。

○…発売　△…他地区場外発売のみ　×…発売なし

### ばんえい競馬
他地区の競走を広域場外発売する場合は発売主体となる主催者に準じて、すべての賭式を発売する。
| 単勝 | 複勝 | 枠番連複 | 枠番連単 | 馬番連複 | 馬番連単 | ワイド | 3連複 | 3連単 |
| ---- | ---- | -------- | -------- | -------- | -------- | ------ | ----- | ----- |
| ○    | ○    | △        | △        | ○        | ○        | △      | ○     | ○     |

### 日本中央競馬会
当日開催している競馬場の第8競走以降、全レースを発売。
| 単勝 | 複勝 | 枠番連複 | 枠番連単 | 馬番連複 | 馬番連単 | ワイド | 3連複 | 3連単 |
| ---- | ---- | -------- | -------- | -------- | -------- | ------ | ----- | ----- |
| ○    | ○    | ○        | ×        | ○        | ○        | ○      | ○     | ○     |